# Cheilanthes paupercula
Cheilanthes paupercula là một loài thực vật có mạch trong họ Adiantaceae. Loài này được (H. Christ) Fraser-Jenk. mô tả khoa học đầu tiên năm 2008.